# Donji Rogolji
Donji Rogolji su naselje u općini Okučani u Brodsko-posavskoj županiji. Nalaze se sjeverno od Okučana i Bobara, južno od Gornji Rogolja i zapadno od Lještana na planini Psunju.
Prema popisu stanovništva iz 2011. godine Donji Rogolji su imali 40 stanovnika, su su 2001. imali 53 stanovnika od toga 35 Hrvata i 18 Srba.
| broj stanovnika |       |       |       |       |       |       |       |       | 130   | 125   | 128   | 121   | 113   | 99    | 56    | 40    | 24    |
|                 | 1857. | 1869. | 1880. | 1890. | 1900. | 1910. | 1921. | 1931. | 1948. | 1953. | 1961. | 1971. | 1981. | 1991. | 2001. | 2011. | 2021. |